# Tropocyclops polkianus
Tropocyclops polkianus – gatunek widłonoga z rodziny Cyclopidae. Nazwa naukowa tego gatunku skorupiaków została opublikowana w 1971 roku przez niemieckiego zoologa Ulricha Einsle.